# Pastel de batata
El pastel de batata (en inglés sweet potato pie) es un pastel tradicional de la cocina estadounidense que consiste principalmente de batata. Es muy conocido por ser uno de los postres típicos de la celebración del día de acción de gracias y se sirve al final de la cena de Acción de Gracias. Es opinión popular que este pastel es una variante del también estadounidense pastel de calabaza.